# Le Subdray
Le Subdray település Franciaországban, Cher megyében. Lakosainak száma 968 fő (2022. január 1.). Le Subdray Arçay, Bourges, La Chapelle-Saint-Ursin, Morthomiers, Saint-Caprais, Saint-Florent-sur-Cher és Trouy községekkel határos.

## Népesség
A település népessége az elmúlt években az alábbi módon változott:
| Lakosok száma | 355  | 431  | 478  | 832  | 992  | 945  | 932  | 1012 | 990  | 968  |
|               | 1968 | 1982 | 1990 | 2006 | 2013 | 2015 | 2017 | 2019 | 2020 | 2022 |